# うしかい座矮小銀河III
うしかい座矮小銀河III(Boötes III Dwarf Galaxy)は、銀河系の銀河ハローの高密度領域であり、恐らく破壊された矮小楕円体銀河である。うしかい座の方角にあり、2009年にスローン・デジタル・スカイサーベイのデータから発見された。太陽からは約46000パーセク離れており、約200km/sの速度で遠ざかっている。細長い形（軸比2:1）で、半径は約500パーセクである。その大きなサイズと不規則な形から、うしかい座矮小銀河IIIは、重力的に結びついた銀河が完全にバラバラになる遷移段階にあると考えられている。
うしかい座矮小銀河IIIは、銀河系の伴銀河で最も小さく最も暗いものの1つであり、合計の光度は太陽光度の約18,000倍（絶対等級は約-5.8）しかなく、多くの球状星団と変わらない程度である。崩壊の過程にあるため、質量の推定は困難である。このような場合、銀河中の恒星の速度分散は銀河の質量に比例しない。
うしかい座矮小銀河IIIを構成する恒星は、120億歳以上の中程度に古い恒星が多い。金属量は、[Fe/H]=-2.1 ± 0.2と低く、重元素の量が少なくとも太陽の120分の1以下であることを示している。この銀河と一緒に発見された銀河ハローの中のStyxストリームの恒星の起源であると考えられている。